# Казатико (Лука)
Казатико је насеље у Италији у округу Лука, региону Тоскана.
Према процени из 2011. у насељу је живело 158 становника. Насеље се налази на надморској висини од 671 м.